# Finnshögst
Finnshögst är en by belägen 269 meter över havet i Voxna socken. På Trafikverkets vägskylt är det dock stavat Finsthögst. 